# Evangelisches Jugendwerk Hessen
Das Evangelische Jugendwerk Hessen (EJW Hessen) ist der Dachverband für mehrere Evangelische Jugendwerke in Hessen.

## Geschichte
1898 gründete Albert Hamel in Frankfurt ein Bibelkränzchen höherer Schüler (BK). 1911 wird eine eigene Pfadfinder-Abteilung gegründet (siehe Heliand-Pfadfinderschaft). Die Arbeit breitet sich in andere Städte im Großraum Frankfurt aus. In Frankfurt schließen sich 1932 die BK-Gruppen mit den Gruppen des CVJM zusammen und gründen das evangelische Jungmännerwerk (EJW) Frankfurt. Nach Verbotszeit und Eingliederung in die Hitlerjugend wird 1945 die Arbeit im EJW neu begonnen. Da es seit 1971 auch Mädchenarbeit gibt, erfolgte die Umbenennung in „Evangelisches Jugendwerk“. 1989 beginnt mit Gründung der heutigen Heliand-Pfadfinderinnenschaft auch die pfadfinderische Mädchenarbeit.

## Aufgaben
Die Mitgliedswerke verantworten die Gruppenarbeit in Kirchengemeinden und die Betreuung der ehrenamtlichen Mitarbeiter und Pfadfinderführer vor Ort. Der Dachverband verantwortet die Aus- und Weiterbildung der ehrenamtlichen Mitarbeiter und Pfadfinderführer, die überregionalen Veranstaltungen und die meist zweiwöchigen Sommerfreizeiten.
Vor Ort arbeiten die Gruppen des EJW eng mit Kirchengemeinden zusammen (Finanzierung, Räumlichkeiten, Beteiligung an Gemeindefesten und Gottesdiensten …). Die Gruppen verstehen sich als Gemeindejugend.

## Gliederung in Fachgruppen
Der Verband ist in drei Fachgruppen gegliedert
- Die Mitarbeiter der Heliand-Mitarbeitendenschaft (HM) leiten die Jungschar-Gruppen und Jugendkreise in den Kirchengemeinden. Es gibt sowohl koedukative als auch getrennte Gruppen, je nach Möglichkeiten und Nachfrage. In den Sommerferien werden verschiedene Freizeiten angeboten. Die etwa 250 ehrenamtlichen Mitarbeiter werden von neun Hauptamtlichen betreut.
- Die Pfadfinderführer der Heliand-Pfadfinderschaft gestalten evangelische, pfadfinderisch-bündische Jungenarbeit. Die etwa 90 ehrenamtlichen Pfadfinderführer werden von einem Hauptamtlichen unterstützt.
- Die Pfadfinderführerinnen der Heliand-Pfadfinderinnenschaft (HMP) gestalten evangelische, pfadfinderisch-bündische Mädchenarbeit. (Die Abkürzung bezeichnet den ursprünglichen Namen Heliand-Mädchen-Pfadfinderschaft). Die etwa 20 ehrenamtlichen Pfadfinderführerinnen werden von einer Honorarkraft unterstützt.
Die Angehörigen der HMP tragen bordeaux-farbige Hemden und blau-weiße Halstücher. Wie die HP machen sie traditionelle Pfadfinderarbeit. Gemeinsame Aktionen wie das jährliche Musikalisch-Kreative Wochenende oder Geländespiele sowie Helferdienste (z. B. auf dem Kirchentag) haben eine Freundschaft zwischen beiden Bünden entstehen lassen und viele Gemeinsamkeiten, z. B. beim Liedgut, gebracht.

Die Heliand-Bruderschaft ist eine Glaubens- und Tatgemeinschaft mit einer gemeinsamen Lebensordnung, aus der sich eine Mitverantwortung für das EJW ergibt.